# Pnoepyga formosana
Pnoepyga formosana là một loài chim trong họ Pnoepygidae.